# (7947) Toland
(7947) Toland ist ein Asteroid des inneren Hauptgürtels, der am 30. Januar 1992 vom belgischen Astronomen Eric Walter Elst am La-Silla-Observatorium der Europäischen Südsternwarte (IAU-Code 809) in Chile entdeckt wurde. Erste Sichtungen des Asteroiden hatte es bereits im September 1977 unter der vorläufigen Bezeichnung 1977 RW16 am Palomar-Observatorium (IAU-Code 675) gegeben.
(7947) Toland wurde nach dem irischen Philosophen und Freidenker der Aufklärung John Toland (1670–1722) benannt, der im Anschluss an John Locke darlegte, dass das Christentum mit menschlicher Vernunft zu erfassen sei.